# 陶寿淇
陶寿淇（1918年3月31日—2000年3月20日），男，上海人，中国心脏内科学家，曾任中国医学科学院心血管病研究所、阜外心血管病医院院长（所长）。

## 生平
陶寿淇祖籍绍兴市，1934年考入国立上海医学院，1940年毕业后留校任住院医师，1947年在美国哈佛医学院和密歇根大学医学院学习心脏内科和心电图学，1948年返回上海医学院，担任心脏内科讲师，并将一台手提式弦线型单导心电图机从美国带到上海，从而为其日后在华开展心电图学教学打下基础。
1950年，陶寿淇带队到浙江嘉兴为中国人民解放军防治血吸虫病，1951年在上海市抗美援朝志愿医疗队第七大队担任副队长。1952年，上海医学院改称上海第一医学院，陶寿淇担任内科学院内科副主任，1954年在国际上首先提出抗心律失常药可导致严重心律失常的观点，1955年任医疗系副主任，此后兼任中山医院内科主任，1966年实现了同步直流电转复疗法在中国的首次临床应用。
1974年，陶寿淇被调往北京中国医学科学院心血管病研究所、阜外心血管病医院担任副院（所）长兼内科主任，1980年任院（所）长，1984年起任名誉院（所）长，1991年获中华人民共和国国务院“从事医疗工作特殊贡献奖”，1993年获中国医学科学院中国协和医科大学名医称号。此外，陶寿淇也曾负责党和国家领导人的医疗保健工作，是1976年9月9日宣布毛泽东逝世的4名医生之一（另外三人为陶桓乐、吴洁、方圻），也曾于1997年邓小平弥留之际担任医疗组组长，该年2月19日晚与中国人民解放军总医院副院长牟善初共同宣布邓小平已经逝世。
2000年3月20日凌晨4时逝世。